# Nitaboh
Nitaboh (仁太坊, 1857-1928), de son vrai nom Akimoto Nitarō (秋元 仁太郎), est un personnage historique japonais issu de Kanagi (金木), ville de la préfecture d'Aomori à l'extrême nord de l'île d'Honshu. Il est souvent considéré comme étant le fondateur du style Tsugaru shamisen (津軽三味線) (d'après le nom de cette région particulière d'Aomori).
En 2004, Akio Nishizawa réalise un film d'animation reprenant son histoire.